# Lasówka obrożna
Lasówka obrożna (Setophaga americana) – gatunek małego ptaka z rodziny lasówek (Parulidae), zamieszkujący Amerykę Północną. Nie wyróżnia się podgatunków.

## Morfologia
Długość ciała 11,5 cm. Wierzch ciała niebieskoszary, na plecach widoczna zielonkawożółta plama. Na skrzydłach widać 2 białe paski, na skrajnych sterówkach białe plamy. Wokół oczu biała przerywana obrączka. Gardło oraz pierś żółte. Na górnej części piersi czarno-pomarańczowa przepaska. Brzuch i pokrywy podogonowe są białe. Samica jest bardziej matowa i nie ma rysunku na piersi. Młode także matowe.

## Zasięg, środowisko
Wilgotne zadrzewienia ze zwisającymi mchami, których używa do budowy gniazd, w środkowo-wschodniej i południowo-wschodniej części Ameryki Północnej (południowo-środkowa i południowo-wschodnia Kanada oraz środkowe i wschodnie USA). Zimę spędza we wschodnim Meksyku i w Ameryce Środkowej (w tym na Karaibach), nielicznie zimuje na południu Florydy i na Bermudach.

## Status
IUCN uznaje lasówkę obrożną za gatunek najmniejszej troski (LC, Least Concern) nieprzerwanie od 1988 (stan w 2020). Organizacja Partners in Flight szacuje liczebność populacji na 17 milionów dorosłych osobników. Trend liczebności populacji jest wzrostowy.